# Helianthemum sanguineum
L'eliantemo sanguineo (Helianthemum sanguineum (Lag.) Dunal., 1824) è una pianta appartenente alla famiglia delle Cistacee.

## Descrizione
È una pianta annuale terofita scaposa.
Fiorisce da marzo a maggio.

## Distribuzione e habitat
H. sanguineum è diffuso in Portogallo, Spagna, Italia, Marocco, Algeria e a Creta.
In Italia in passato la specie era segnalata in Liguria e Italia meridionale, ma da oltre un secolo non era più stata osservata, tanto che era stata considerata estinta nel territorio nazionale. Nel 1992 è stata nuovamente rinvenuta nel territorio della Riserva naturale orientata Sughereta di Niscemi e successivamente anche nei pressi di Licodia Eubea.